# Žabnjak
 Žabnjak  falu Horvátországban Zágráb megyében. Közigazgatásilag Presekához tartozik.

## Fekvése
Zágrábtól 40 km-re északkeletre, községközpontjától 3 km-re keletre a megye északkeleti részén fekszik.

## Története
A falunak 1880-ban és 1910-ben 75 lakosa volt. Trianonig Belovár-Kőrös vármegye Kőrösi járásához tartozott. 2001-ben 93 lakosa volt.

## Lakosság
| Lakosság változása | Lakosság változása | Lakosság változása | Lakosság változása | Lakosság változása | Lakosság változása | Lakosság változása | Lakosság változása | Lakosság változása | Lakosság változása | Lakosság változása | Lakosság változása | Lakosság változása | Lakosság változása | Lakosság változása |
| ------------------ | ------------------ | ------------------ | ------------------ | ------------------ | ------------------ | ------------------ | ------------------ | ------------------ | ------------------ | ------------------ | ------------------ | ------------------ | ------------------ | ------------------ |
| 1857               | 1869               | 1880               | 1890               | 1900               | 1910               | 1921               | 1931               | 1948               | 1953               | 1961               | 1971               | 1981               | 1991               | 2001               |
| 0                  | 0                  | 75                 | 98                 | 122                | 75                 | 151                | 166                | 154                | 172                | 151                | 152                | 121                | 102                | 93                 |